# Zi Chan

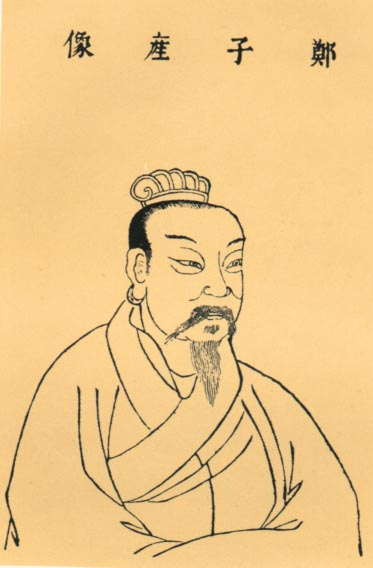

Gongsun Qiao (kinesiska: 公孫僑), bättre känd under sitt stilnamn Zi Chan (kinesiska: 子產), född okänt datum, död 522 f.kr., var en kinesisk statsman under Vår- och höstperioden i Kina. 
Zi Chan var minister i staten Zheng från 544 f.kr. till sin död, och gjorde sig bland annat känd för införandet av synnerligen hårda straff. Han ses som en av de tidigaste representanterna för legalismen, bland annat för att hans tidiga lagstiftning till skydd för äganderätten ses som det första exemplet på praktiskt tillämpad legalism.

## Fotnoter
1. ↑  Cua, Antonio S (2013). Encyclopedia of Chinese Philosophy. Routledge. https://books.google.se/books?id=yTv_AQAAQBAJ&pg=PA361&lpg=PA361&dq=Zi+Chan+legalism&source=bl&ots=4_F_mQpx75&sig=BwikHxgkitbS5WUxn6UMgmVLJ8c&hl=sv&sa=X&ei=Yd62VPirOML5UOrjgNgN&ved=0CD0Q6AEwBA#v=onepage&q=Zi%20Chan%20legalism&f=false. Läst 14 januari 2015
2. ↑  Lu, Xing (1998). Rhetoric in Ancient China, Fifth to Third Century, B.C.E.: A Comparison with Classical Greek Rhetoric. University of South Carolina Press. https://books.google.se/books?id=72QURrAppzkC&pg=PA266&lpg=PA266&dq=Zi+Chan+legalism&source=bl&ots=lMdLDwfXld&sig=6AHqoG11g725TKA-RF40qRD7pMY&hl=sv&sa=X&ei=Yd62VPirOML5UOrjgNgN&ved=0CEYQ6AEwBg#v=onepage&q=Zi%20Chan%20legalism&f=false. Läst 14 januari 2015